# Гіпсовий горизонт
Гі́псовий горизо́нт (рос. гипсовый горизонт, англ. gypsic horizon, нім. Gipshorizont m) — в геології — горизонт акумуляції гіпсу в ґрунті, розташований, як правило, в середній або нижній частині ґрунтового поганого профілю. Містить гіпс у вигляді окремих кристалів, друз або гнізд різної величини.